# Vor Frelsers Kirke (Kopenhagen)

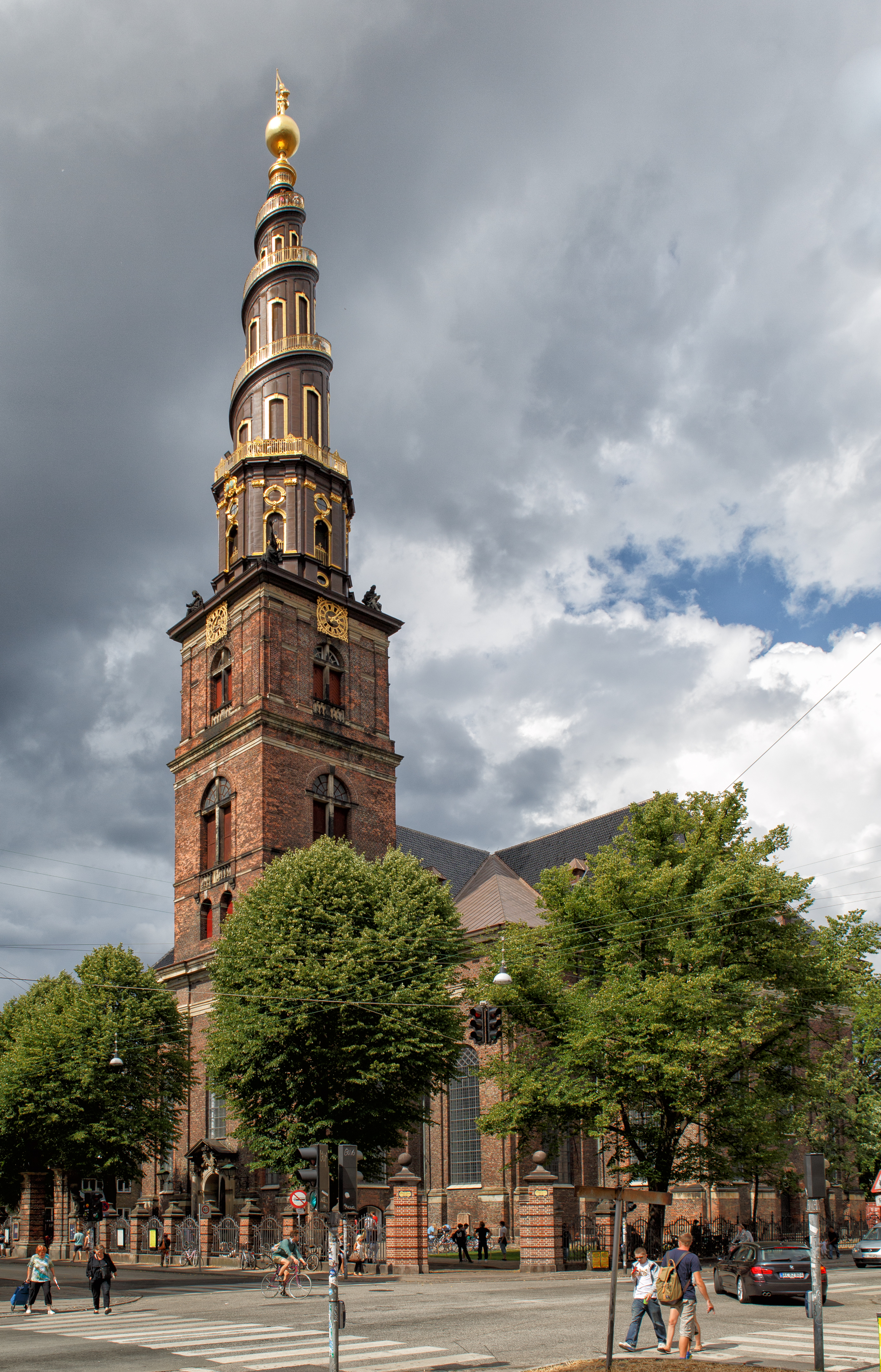
Vor Frelsers Kirke

Die evangelisch-lutherische Erlöserkirche (dänisch Vor Frelsers Kirke) ist eine Barockkirche in der dänischen Hauptstadt Kopenhagen. Sie ist besonders für den spiralförmigen Turm und ihr Glockenspiel bekannt.

## Geschichte
Die Kirche befindet sich im Stadtteil Christianshavn auf der Insel Amager. Eine Kirche befand sich seit 1639 vorübergehend an dieser Stelle. Der Bau der heutigen Kirche stammt von Lambert van Haven und erfolgte ab 1689. Zur Zeit der Weihe (1695) war der Turm noch nicht errichtet. Der heutige Altar wurde 1732 installiert, der Turm ab 1747 unter König Friedrich V. wieder geplant. Für den Entwurf, der 1749 vom König gutgeheißen wurde, zeichnete der Architekt und Generalbaumeister Laurids de Thurah verantwortlich. Die Vollendung des Turms erfolgte 1752.
Der Legende nach stürzte sich der Architekt vom Turm, als er erkannte, dass der Turm sich in die falsche Richtung (gegen den Uhrzeigersinn) dreht. Allerdings findet sich in den Dokumenten keinerlei Hinweis darauf, dass de Thurah mit seiner Arbeit unzufrieden gewesen wäre. Belegt ist auch, dass er erst sieben Jahre nach der Vollendung des Turmes verstarb.

## Architektur

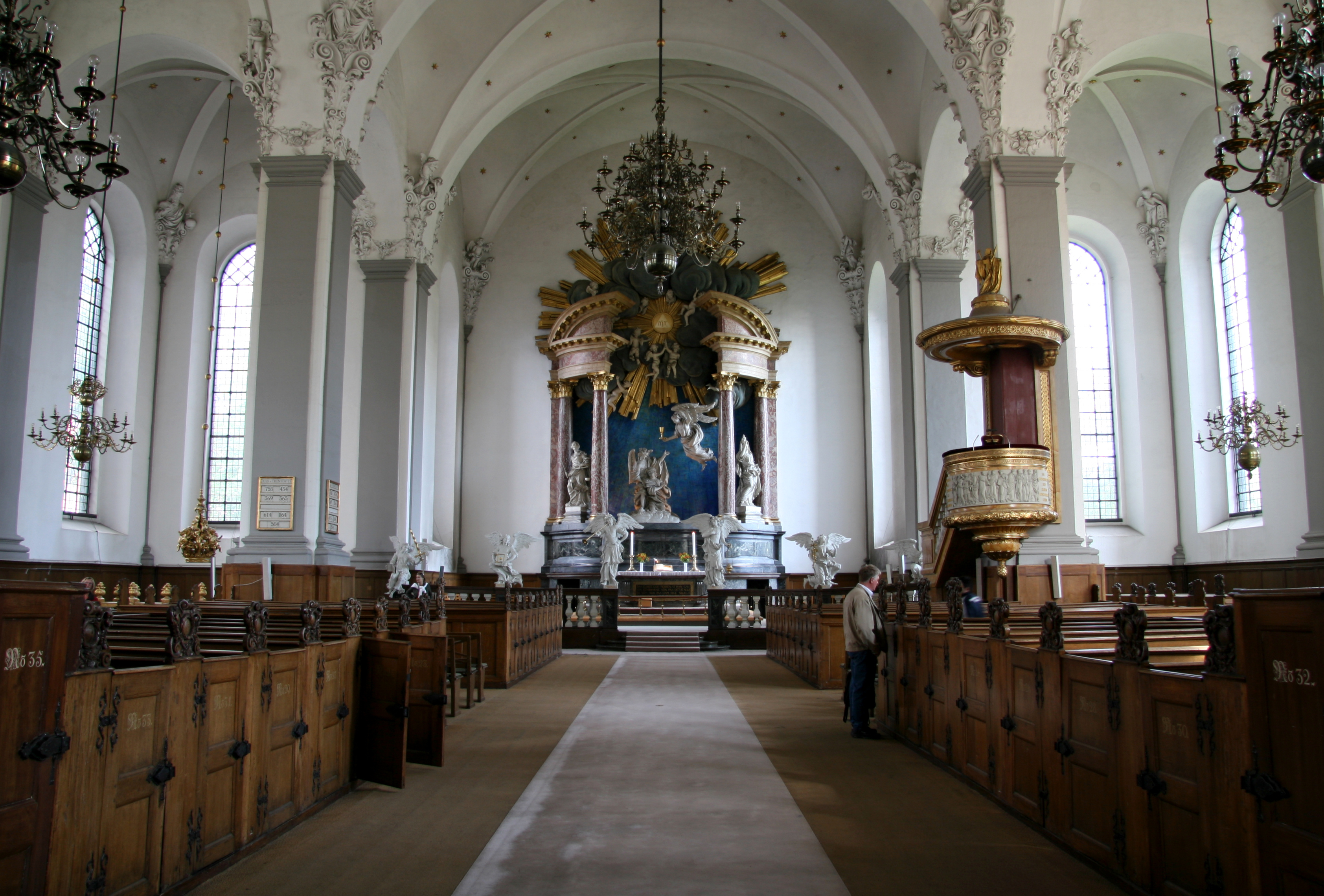
Langhaus zum Chor

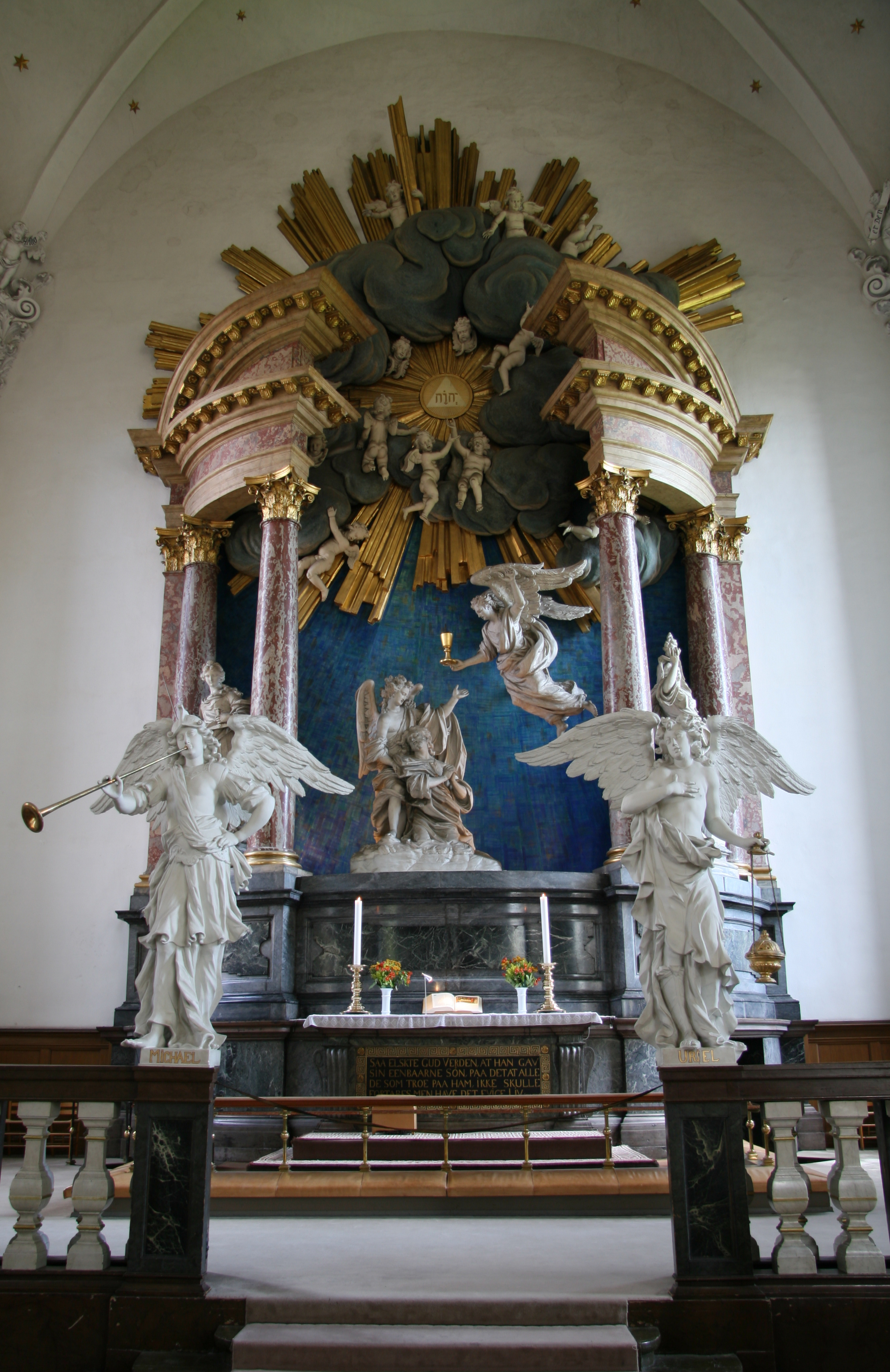
Altar

Dem Grundriss der Kirche liegt ein griechisches Kreuz zugrunde. Die Mauern der Kirche, welche sich in niederländischem Barock darstellt, stehen auf einem Granitmonument und sind mit roten und gelben Kacheln unregelmäßig gefliest. Die Fassade ist von Wandpfeilern gegliedert, welche ebenso hoch sind wie die das eigentliche Gebäude. Dessen Basen und Kapitelle bestehen aus Sandstein, ebenso wie das Gesims und die Friese. Der westliche Haupteingang besteht ebenfalls aus einem Sandsteinportal. In der Kirche befinden sich zwei Krypten.

## Innenraum
Der Altar stammt von Nicodemus Tessin und wird als dessen Meisterstück angesehen. Es zeigt Szenen aus dem Garten Gethsemane, in denen Jesus von einem Engel getröstet wird, während ein anderer Engel ihm einen Kelch bringt. Der Altar wird von zwei allegorischen Figuren (Pietas und Justitia) gesäumt.

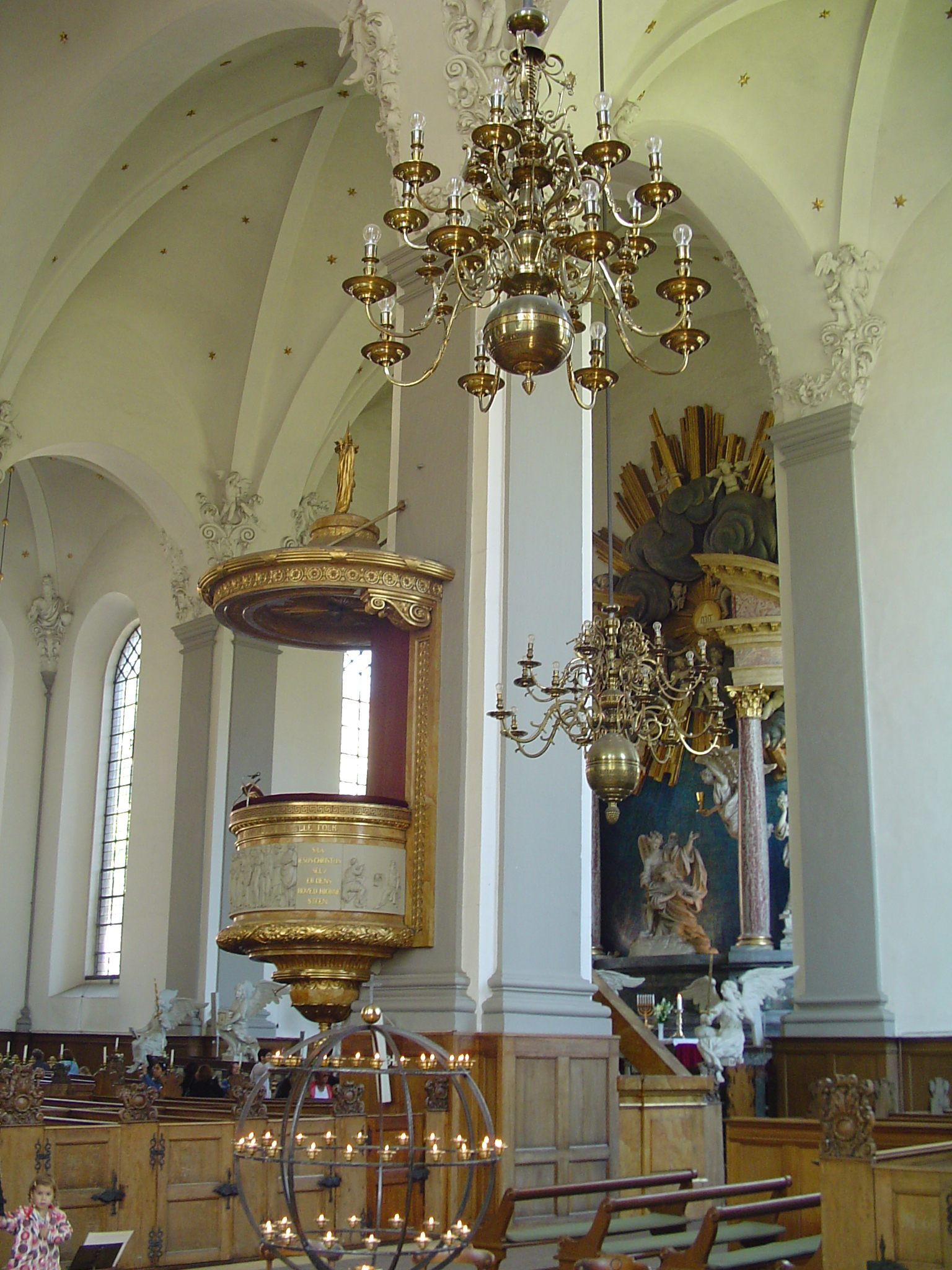
Seitlicher Blick Kanzel und Altar mit Leuchtern
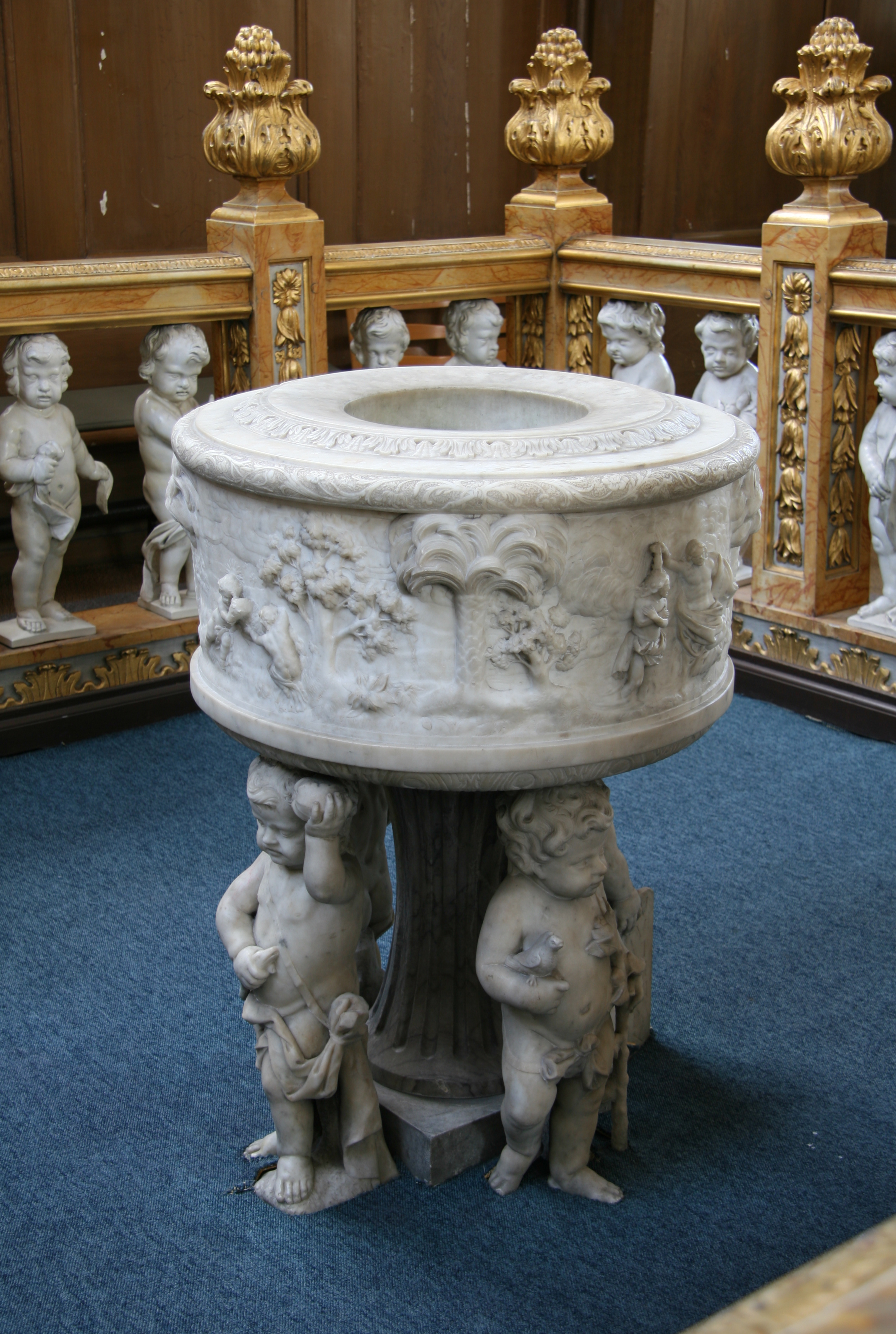
Taufbecken
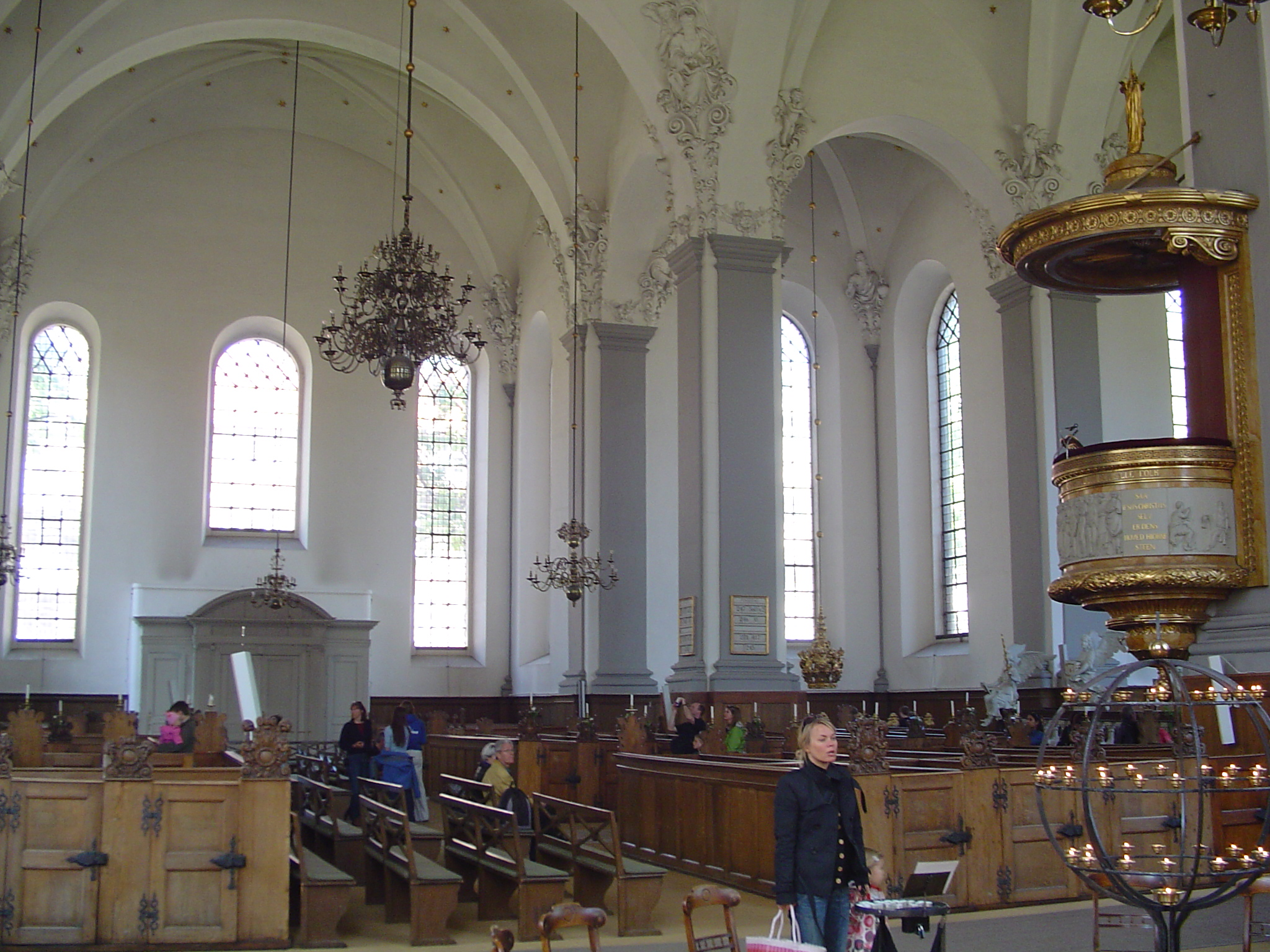
Blick in das Seitenschiff

## Orgel

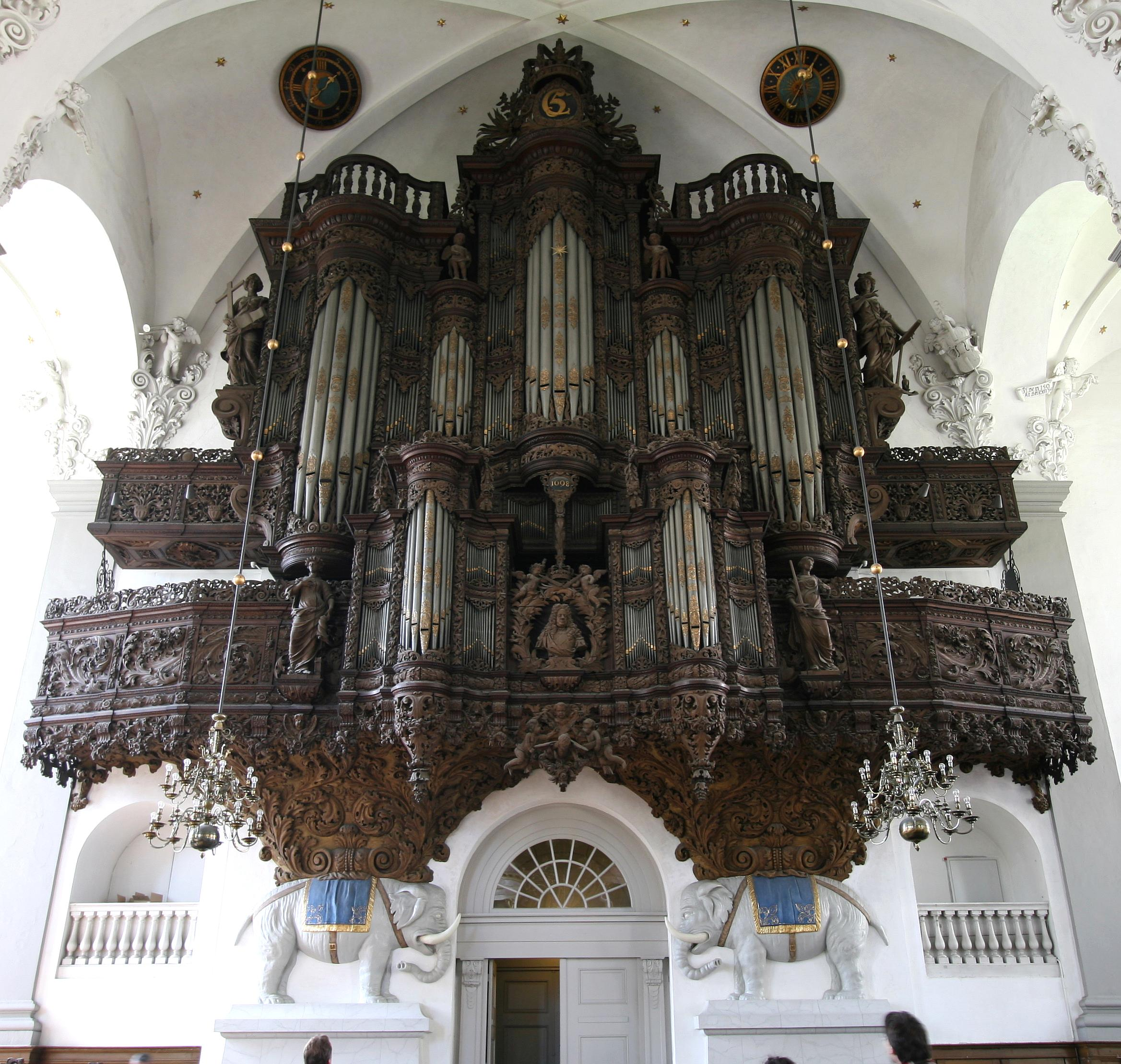
Orgelprospekt

Die sich über drei Stockwerke erstreckende Orgel mit dem Monogramm von König Christian V. wurde von den Botzen-Brüdern in der Zeit zwischen 1698 und 1700 erbaut. Das Orgelgehäuse ist aufwändig und sehr detailreich gestaltet. Die Orgel wird von zwei Elefanten getragen.
Das Instrument selbst hat 59 Register (ca. 4.000 Pfeifen) auf vier Manualen (Rückpositiv, Hauptwerk, Schwellwerk, Brustwerk) und Pedal. Es gibt (angeblich) immer noch den gleichen Klang wie vor über 300 Jahren wieder. Zuletzt wurde die Orgel 1965 umgebaut, wobei ältere Pfeifen wieder zur Verwendung kamen. Das Gehäuse der Orgel besteht aus Holz, die Pfeifen sind teilweise noch im Originalzustand.
| I Rygpositiv C– |        |  |
| Principal       | 8′     |  |
| Quintatøn       | 8′     |  |
| Gedakt          | 8′     |  |
| Oktav           | 4′     |  |
| Rørfløjte       | 4′     |  |
| Oktav           | 2′     |  |
| Quint           | 2 ⁄3′  |  |
| Fløjte          | 2′     |  |
| Terts           | 1 3⁄5′ |  |
| Nasat           | 1 ⁄3′  |  |
| Scharff IV      |        |  |
| Dulcian         | 16′    |  |
| Krumhorn        | 8′     |  |

| II Hovedværk C– |       |  |
| Principal       | 16′   |  |
| Oktav           | 8′    |  |
| Fløjte          | 8′    |  |
| Gedakt          | 8′    |  |
| Oktav           | 4′    |  |
| Quint           | 2 ⁄3′ |  |
| Oktav           | 2′    |  |
| Sesquialtera II |       |  |
| Mixtur V        |       |  |
| Scharff III     |       |  |
| Trompet         | 16′   |  |
| Trompet         | 8′    |  |

| III Svelleværk C– |        |
| Bordun            | 16′    |
| Rørfløjte         | 8′     |
| Gamba             | 8′     |
| Voix celeste      | 8′     |
| Principal         | 4′     |
| Kobbelfløjte      | 4′     |
| Spidsquint        | 2 ⁄3′  |
| Fløjte            | 2′     |
| Terts             | 1 3⁄5′ |
| Sivfløjte         | 1′     |
| Mixtur V          |        |
| Trompet           | 8′     |
| Obo               | 8′     |
| Clairon           | 4′     |
| Tremulant         |        |

| IV Brystværk C– |    |
| Trægedakt       | 8′ |
| Gedaktfløjte    | 4′ |
| Waldfløjte      | 2′ |
| Oktav           | 1′ |
| Klokkecymbel II |    |
| Regal           | 8′ |
| Tremulant       |    |

| Pedalværk C– |         |
| Principal    | 16′     |
| Violon       | 16′     |
| Subbas       | 16′     |
| Quint        | 10 2⁄3′ |
| Oktav        | 8′      |
| Gedakt       | 8′      |
| Oktav        | 4′      |
| Fløjte       | 4′      |
| Cornet IV    |         |
| Mixtur VI    |         |
| Basun        | 16′     |
| Trompet      | 8′      |
| Trompet 4′   |         |

## Turm

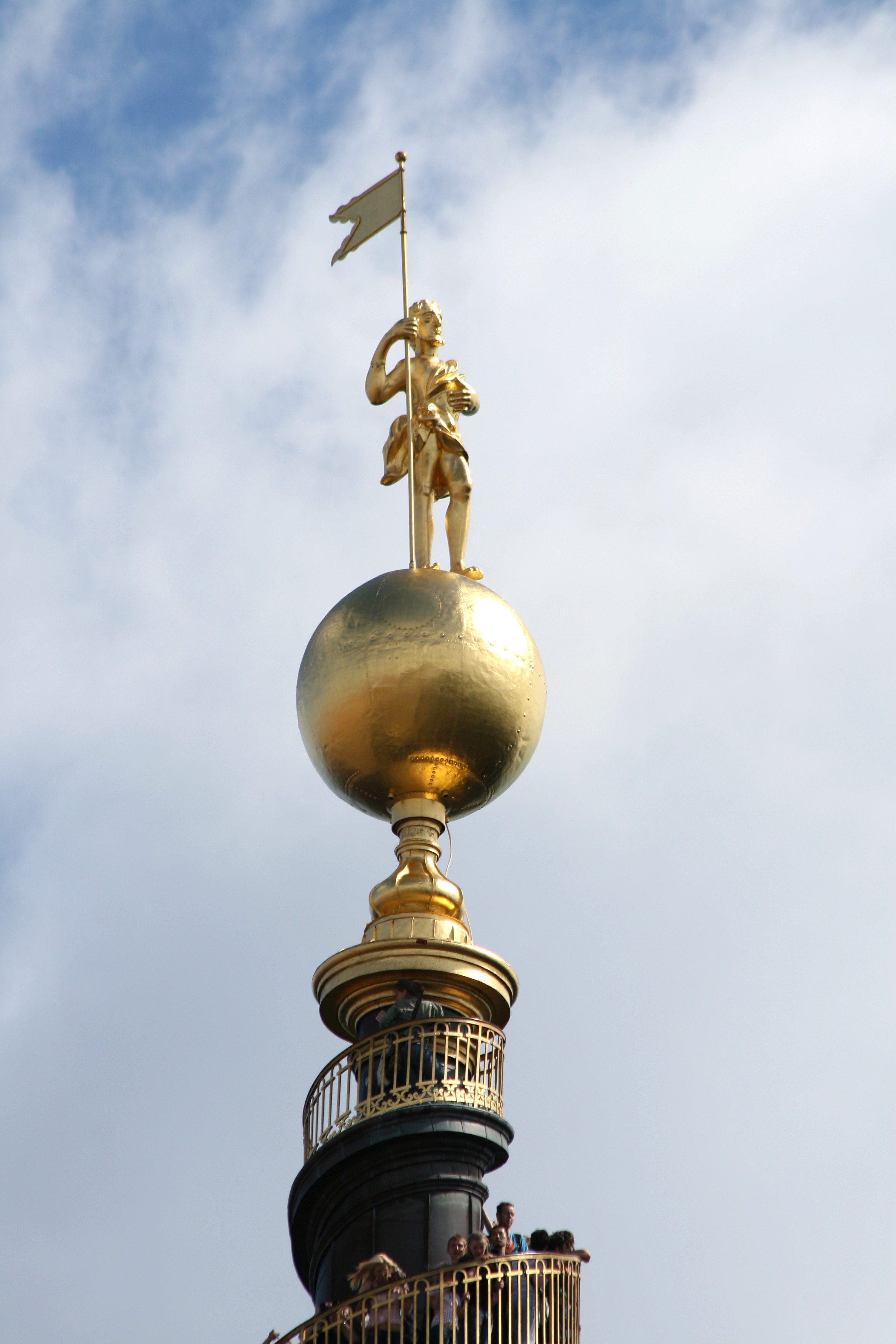
Turmspitze

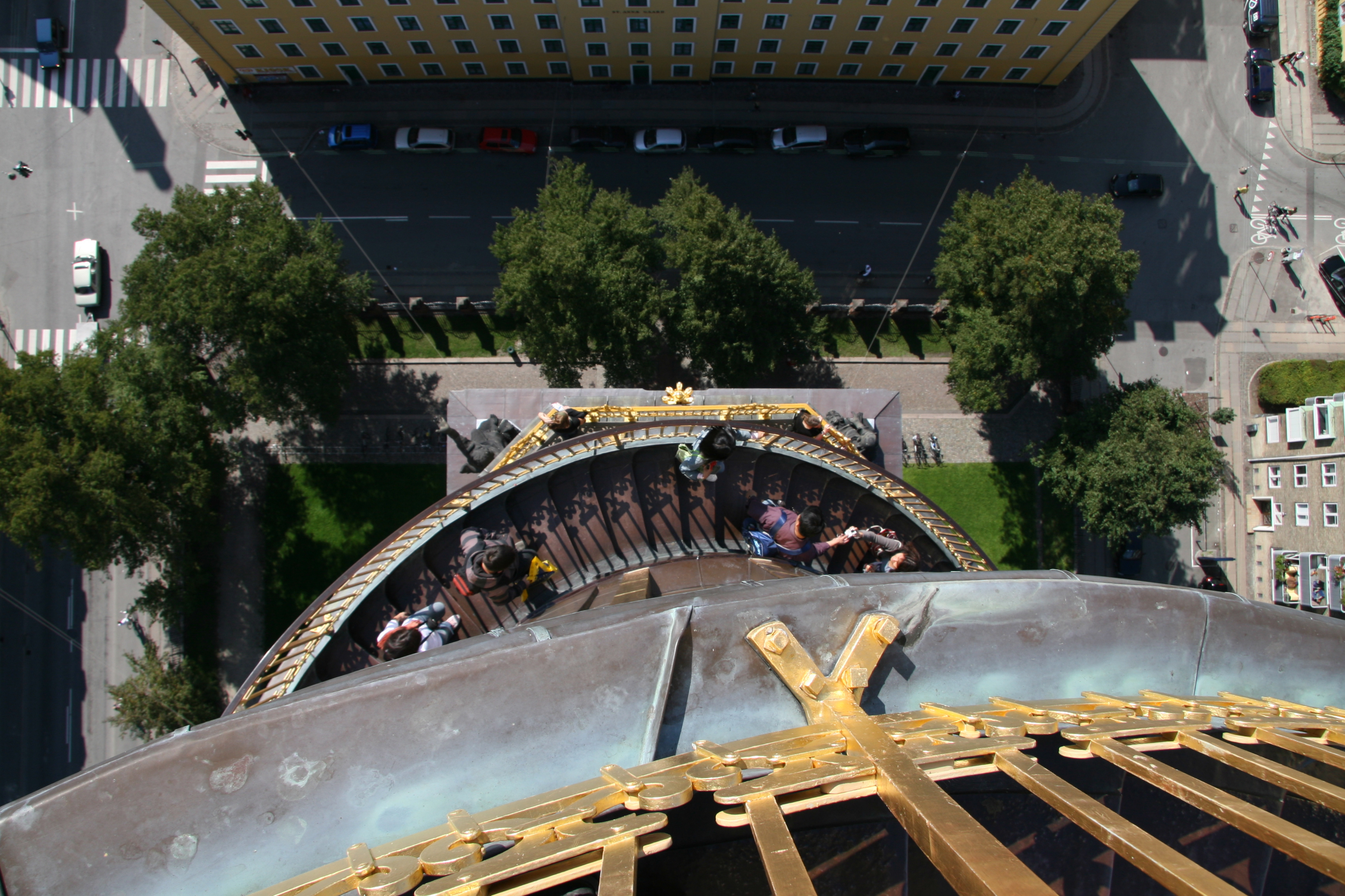
Blick hinunter von der Wendeltreppe

Der 90 m hohe Turm besteht aus einem Turmschaft aus Backstein, mit Sandsteingesimsen als Abschluss einer jeden Etage, sowie einem spiralförmigen Turmhelm. Der 36 Meter hohe Turmhelm ist kupfergedeckt, teilweise vergoldet und wird von einem Geländer gesäumt. Man kann die gegen den Uhrzeigersinn gewendelte Außentreppe des Turmhelms bis zur Turmspitze erklimmen. Inspiriert wurde der Turm von der römischen Kirche Sant’Ivo alla Sapienza, die einen ähnlich gedrehten Turm aufweist. Von den insgesamt 400 Treppenstufen verlaufen 150 außen an der Spitze entlang. Am Übergang der Treppe von innen nach außen befinden sich Darstellungen der vier Evangelisten. Das Geländer besteht aus vergoldetem Eisen. Die Spitze wird von einem Globus mit 2,5 Meter Durchmesser und einer zwei Meter hohen Christusfigur bekrönt, die ein Banner trägt. Diese wird auch als hässlichste Skulptur Kopenhagens bezeichnet, da die Proportionen der Figur in keinem angemessenen Verhältnis stehen.
Von der Spitze kann man einen nahezu kompletten Ausblick auf Kopenhagen genießen.

## Glockenspiel
Im Turm befindet sich ein Glockenspiel von 1928, das 1980 letztmals restauriert wurde und aus 48 bronzenen Glöckchen besteht. Die schwerste dieser Glocken wiegt 2.000 kg, die leichteste gerade einmal 10 kg. Insgesamt wiegt das größte Glockenspiel Nordeuropas 12 Tonnen und spielt zu jeder vollen Stunde zwischen 8 Uhr und 24 Uhr. Die sechs größten Glocken befinden sich im Inneren des Glockenturms, die anderen 42 Glocken in der Laterne. Die Glocken des Glockenspiels wurden allesamt bei der niederländischen Firma Petit & Fritsen gegossen. Es wurde überwiegend aus Spenden finanziert, da nach dem Absturz des Carillons im Kopenhagener Frauendom 1807 nur noch eines in Dänemark existierte (Schloss Frederiksborg).

## Trivia
Die Kirche ist ein Handlungsort in Die Reise zum Mittelpunkt der Erde von Jules Verne. Professor Lidenbrock macht sich den markanten Turm zunutze, um die Höhenangst seines Neffen Axel zu kurieren.